# Yves Huts
Yves Huts (Bélgica, 21 de mayo de 1979) es un músico belga, más conocido por ser el exbajista de la banda de metal sinfónico, Epica.
Ha tocado el bajo desde 1996, el piano desde 1989 y la guitarra desde 1995. En 1997 se unió a Axamenta en la que toca guitarra y teclados. Durante su tiempo en la banda editaron un MCD "Nox Draconis Argenti" y un álbum completo "Codex Barathri" (en los registros LSP). En mayo de 2002, se convirtió en el bajista de Epica. Dado que todo su tiempo lo dedicaba a Epica tuvo que dejar Axamenta a mediados de 2003. 
El 24 de marzo de 2012, la banda publica en su página web la partida de Yves, quien luego de 10 años recorriendo el mundo junto a Epica, se retiraría de la música para dedicarse al negocio familiar. 
En la actualidad, ejerce como directivo de Indaver, multinacional logística con sede en Amberes, Bélgica.
Sus bandas favoritas son: Covenant, Orphanage, Sirrah, Mortifer, Machine Head, Arcturus, Dimmu Borgir, Dagorlad, Amorphis.

## Equipo
- Ampeg Head SVT350H
- Ampeg Cabinet SVT410HLF
- Yamaha Bass
- Sansamp bassdriver DI
- Korg DTR 1000 tuner
- Dunlop Pics
- Ernie Ball Regular Slinky 5-string Nickel Wound .045 - .130 strings
- Sennheiser wireless system
- Sennheiser in ear monitoring
- Suele usar bajos de 5 cuerdas.